# Poesia

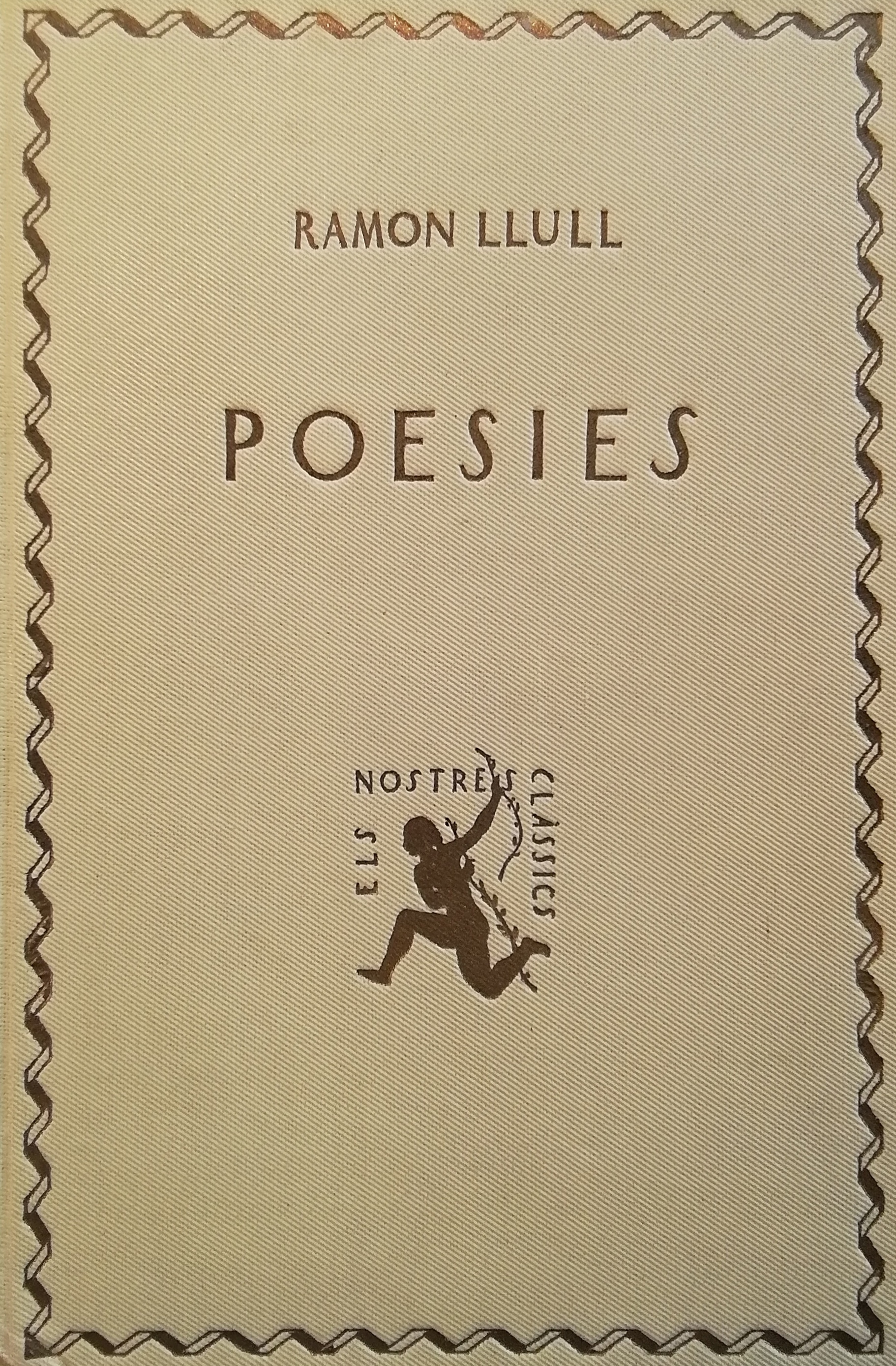
Poesies de Ramon Llull dels anys 1275 a 1311. Un dels primers exemples d'obres rimades i versos de la literatura catalana medieval. Edició publicada a Barcelona per l'Editorial Barcino dins la col·lecció Els Nostres Clàssics l'any 1925

La poesia, a l'art en general, és una manera d'utilitzar qualsevol llenguatge artístic en accions, situacions o objectes que inspiren sensacions, estats, bellesa, nous punts de vista o noves relacions entre conceptes. Així, sense especificitat temàtica, la poètica d'un llenguatge o d'una obra d'art té a veure amb la síntesi i l'associació. Algunes eines en poden ser la metàfora, és a dir, l'expressió que conté implícita una comparació entre termes que naturalment se suggereixen els uns als altres, o entre els que l'artista troba subtils afinitats, i la imatge, paraules que la retòrica tradicional emparenta. La imatge és la construcció d'una nova realitat semàntica mitjançant significats que en conjunt suggereixen un sentit unívoc i alhora diferent. El Dia Mundial de la Poesia és el 21 de març.
En el cas específic de la literatura, és l'art d'expressar, en paraules, el contingut espiritual propi, tradicionalment mitjançant mots disposats segons la mètrica. La poesia popular és la poesia creada pel poble per expressar-ne la identitat, amb unes vivències elementals i permanents en què es reconeix com a poble. Es pot enquadrar com una «modalitat textual» –és a dir, com si fos un tipus de text escrit. El recull de diferents poemes o poesies s'anomena poemari.
També s'anomena poesia a una obra en vers. Hi podem distingir les obres escrites en vers; i el conjunt d'obres poètiques d'un poeta, o de diferents poetes, produïdes en una època, una llengua determinada, un gènere, etc. S'anomena poesia al contingut formós, o a la forma bella d'una obra literària. Tradicionalment, es distingeixen tres gèneres poètics: l'èpic, el líric i el dramàtic.

## Orígens
Amb el terme poesia se significa de manera estricta l'art d'expressar o traduir en forma concreta oral o escrita, el contingut espiritual propi, mitjançant paraules disposades segons unes determinades lleis mètriques. Aquesta definició de l'Institut d'Estudis Catalans fa referència als principis sota els quals es va fundar la poesia, és a dir, el poeta mira de relacionar el seu jo poètic amb el seu entorn. Per tant, dins d'una poesia trobem "el contingut espiritual propi".
La poesia, contràriament a una novel·la o un drama, no pretén exposar una trama amb una descripció que es vol versemblant, incloent-hi un narrador amb els seus punts de vista, així com una successió de peripècies que se seguixen des d'un punt iniciàtic a un final probablement inesperat, sinó que procura parlar en primera persona per transmetre el jo [del poeta o poetessa] davant el món que l'envolta [la realitat que viu i com la percep]. Tot plegat es fa mitjançant un cant dit poètic, perquè la poesia pretén fer cantar els mots a través d'unes "determinades lleis mètriques" que li donen sentit d'ésser.
El mot "poesia" prové del grec ποίησις, poiesis, obra o creació, provinent del verb ποιέω, poieou, fer. Originàriament, a les reflexions sobre literatura de Plató, el mot grec que es corresponia a "poesia" abastava el concepte actual de literatura. El terme "poiesis" es referia a tota feina artesanal, incloent-hi aquella que portava a terme un artista. L'artista mateix (ποιητής, poietès) era "creador, autor, fabricant, artesà, legislador, poeta" entre altres múltiples traduccions associables al mot. Al·ludia a l'activitat creativa en tant que activitat que atorga existència a alguna cosa que fins aleshores no la tenia. Aplicat a la literatura, feia referència a l'art creatiu que feia servir el llenguatge antic.

### Grècia clàssica
La poiesis grega es caracteritzava pel fet que es tractava d'una actuació davant d'un auditori realitzada per un individu o un cor amb acompanyament d'un instrument musical. Prenia forma de cançó, perquè el poema es componia per ser cantat. El concepte actual més proper a l'antic grec seria el de lírica.
A la seva obra La República, Plató va establir tres tipus de poesies o subgèneres d'aquesta:
- la poesia imitativa
- la poesia no imitativa
- l'èpica

Atès que la reflexió literària de Plató es troba dins d'una obra més àmplia, de caràcter metafísic, el criteri que va fer servir el filòsof grec per a establir aquesta distinció en tres graus no és literari, sinó més aviat filosòfic. En primera instància, Plató descriu la creació dramàtica, és a dir, el teatre, com a "poesia imitativa" en què l'autor no parla en primera persona, sinó que fa parlar els altres. Hi descriu, d'altra banda, com a "poesia no imitativa" l'obra en què l'autor sí que parla en primera persona, al·ludint d'aquesta manera al ditirambe, que és una composició religiosa en honor de Dionís. En darrera instància, estableix un tercer tipus de poesia en què la veu de l'autor es barreja amb la dels altres, és a dir, els personatges, en què caldria situar l'èpica.
D'aquesta primera classificació platònica es desprèn l'origen que vincula el gènere poètic amb la característica enunciativa de la presència de la veu de l'autor. Pel que fa la resta, l'ús del vers no és aleshores rellevant en tant que la literatura antiga es componia sempre en vers (el teatre inclòs).
Desbordant el tractament filosòfic de Plató de la literatura i la poesia, Aristòtil afronta per primer cop l'elaboració d'una teoria literària independent. L'obra clau és la Poètica (aprx. 334 aC). Aristòtil hi introdueix primerament un element força nou quan descriu la poesia. Hi té en consideració que juntament amb el llenguatge (el "mitjà d'imitació" característic de la poesia) es poden utilitzar en determinades formes, en ultra, altres mitjans com l'harmonia i el ritme. Mitjans reflectits als gèneres dramàtics, a la poesia mèlica i els ditirambes. A més, quan reflexiona sobre la forma d'imitació, fa distinció entre la narració pura o la primera persona (ditirambe) i la narració alternada (èpica), cosa que el porta a una divisió similar a aquella havia fet Plató.

### Roma antiga
A Roma la poesia era una de les manifestacions artístiques més antigues, per bé que en cap moment se li atorga el valor que avui dia donem a allò que considerem art. En aquest període la poesia es val d'artificis o procediments vairats:
- el so a nivell fònic i fonològic
- el ritme per al semàntic i sintàctic
- les paraules i l'amplitud del llenguatge per a l'encavalcament

Segons sostenen alguns autors, la poesia es verifica en la trobada amb cada lector que atorga nous sentits al text escrit. D'antuvi, la poesia és igualment considerada per a molts autors una realitat espiritual que es troba més enllà de l'art. Segons aquesta concepció, la qualitat de l'element poètic transcendeix l'àmbit de la llengua i del llenguatge. Comunament, però, la poesia és una forma d'expressar emocions, sentiments, idees i construccions de la imaginació.

### La poesia i l'art del joc poètic
Tot i que antigament el drama com l''èpica i la lírica s'escrivien en versos mitjans, el terme poesia es relacionava de forma habitual a la lírica, que, d'acord amb la Poètica d'Aristòtil, és el gènere en què l'autor expressa els seus sentiments i visions personals. En un sentit més ampli, s'acostuma a dir que tenen caràcter de "poesia" situacions i objectes que inspiren sensacions personals o misterioses, de somni o idees de bellesa i perfecció. Tradicionalment es referia a la passió amorosa, la lírica en general i, especialment, la contemporània, que ha abordat tant qüestions sentimentals com filosòfiques, metafísiques i socials.
Sense donar-hi especificitat temàtica, la poesia moderna es definix per la seva capacitat de síntesi i d'associació. La seva eina principal és la metàfora, és a dir, l'expressió que conté implícitament una comparació entre termes que enllacen naturalment els uns amb els altres o bé els termes en què el poeta troba afinitats subtils. Alguns autors moderns han volgut diferenciar metàfora d'imatge. Mots que la retòrica tradicional acostuma a emparentar. Per a altres autors, en canvi, la imatges és la construcció d'una nova realitat semàntica a través de significats que conjuntament suggereixen un sentit únic i, al mateix temps, diferent i estrany.

## Història dels poemes

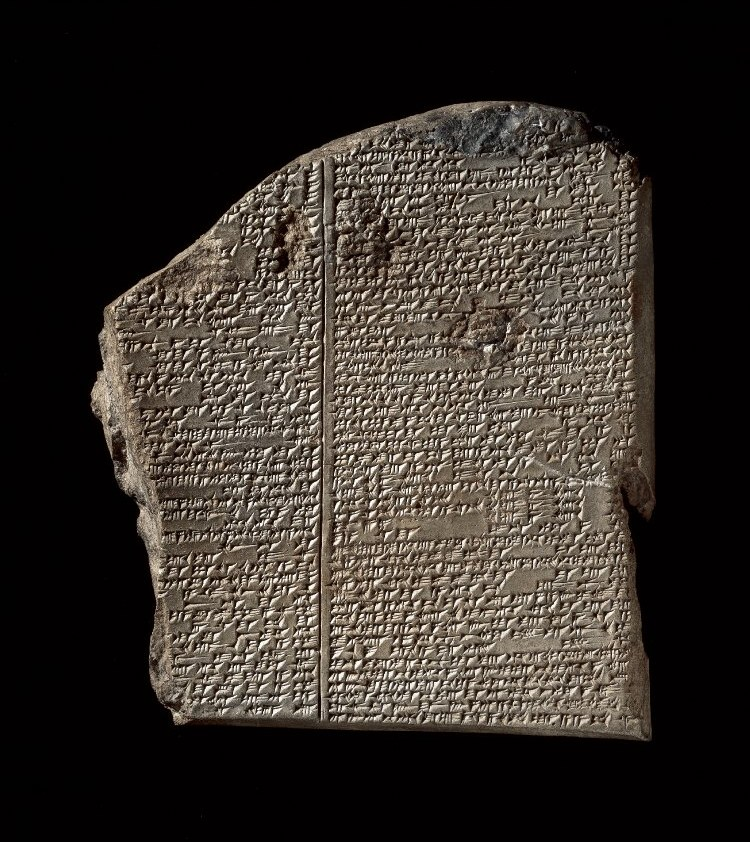
La tauleta sobre el diluvi de l'epopeia de Guilgameix, escrita en accadi.

Atès que no es pot conservar l'oralitat, tampoc es pot traçar la possible existència d'una poesia oral prèvia a una d'escrita. Per això l'estudi sobre el naixement i desenvolupament de la poesia rau més aviat en texts escrits, i no pas en tradició oral. Alguns autors sostenen que la poesia és anterior a les restes escrites de què tenim constància. D'altres, en canvi, pensen que la poesia és necessàriament escrita.
El poema èpic més antic de què es té coneixement és l'Epopeia de Guilgameix, que caldria datar vers el III mil·lenni aC. El text fou escrit a Sumèria (Mesopotàmia, hui l'Iraq) mitjançant caràcters cuneïformes sobre tauletes d'argila. Més tard es començà a copiar en papirs. És considerat un text literari i un cànon de la literatura. La seva màxima importància rau en el fet que s'hi descriu tots una història que té connexió amb la Bíblia hebraica, i això ha portat a la conclusió que la Bíblia és en realitat un text sumeri propi d'aquella època.
La història del casament simbòlic amb Inanna, que procura fertilitat i prosperitat, és el que en fa el poema d'amor més antic del món, malgrat que es té constància que l'escriptura fou iniciada a Egipte, lloc on s'ha trobat poesia èpica, com ara la Història de Sinuhe (aprox. 1800 a. n. e). Són en realitat cants per als oficis religiosos.
La poesia neix efectivament entre la ritualitat. Les primeres societats protoestatals barregen cant i religió. Els mites creadors, les llegendes i els valors religiosos són transmesos mitjançant el cant. La poesia és qui pren la forma d'aquest cant. Serveix per a impressionar l'oratori. A l'antiga Grècia, la lírica, que és la forma inicial de la poesia, es cantava davant de tot un oratori enmig d'un teatre que constitueix el punt d'inici de la literatura europea. Però no és obligatòriament la primera mostra de què es tinga coneixença al món.

A la Xina clàssica la poesia era utilitzada per la dinastia reial, qui mitjançant ossos de tortuga formulava preguntes a uns oracles, els quals havien de guiar la monarquia dins de l'àmbit polític i personal. D'aquesta pràctica naixen posteriorment els versos pentasíl·labs i heptasíl·labs força comuns a la tradició mètrica del territori actual xinès. Les formes poètiques més comunes en aquest territori foren especialment els Lüshi –律詩, poemes de vuit versos– i els Jueju –絕句, poemes de quatre versos. Existeix una compilació de poemes titulada Tots els poemes de la Dinastia Tang (全唐詩), amb més de 48.900 poemes de més de 2.200 autors. Entre els poetes més destacats hi ha Li Bai (李白)), Du Fu (杜甫) i Bai Juyi (白居易). 
Un importantíssim corrent literari de l'època Dinastia Tang és el «Moviment per la llengua antiga» (古文運動). Els partidaris d'aquest moviment propugnaven un retorn a l'estil literari de l'època Han i anterior, que era més clar i precís, menys artificiós que el que imperava en aquell moment. Molts literats adeptes van ser assagistes destacats. Entre aquests destaquen Han Yu i Liu Zongyuan. Han Yu era considerat el millor escriptor xinès de tots els temps pel famós orientalista Arthur Waley. 
A l'Índia la poesia s'expressà en tot moment dins la tradició dels texts dits històrics. Són texts de caràcter religiós però nodrits de fets històrics no sempre comprovables. Dins d'aquest cicle, cal posar èmfasi en el Mahabharata. Es tracta d'un poema èpic lligat a la tradició dels Itihāsa. Els texts hinduistes són probablement relats orals molt anteriors a la primera escriptura egípcia o mesopotàmia però en haver-se posat per escrit molt més tard, perden el rang de primers texts poètics i literaris de la història. Constituïxen, nogensmenys, les bases de la cultura que es desenvolupà durant segles a l'Índia clàssica.
Els Vedes mateixos són una mostra clara de poesia hinduista i de transmissió cultural mitjançant l'escrit. Contenen himnes i la seua última versió es calcula que fou redactada al segle iii abans de la nostra era. Aquests i altres texts antics se suposa justificadament que els pobles componien cants que eren transmesos oralment. Alguns acompanyaven la feina, d'altres eren per invocar les divinitats o a celebracions i d'altres per narrar els fets heroics de la comunitat.

Altres texts poètics primaris d'especial rellevància foren els Llibres avèstics, com ara el Gathas o els Yasna. També els Ramayana indis o l'Eneida, text llatí escrit per Virgili al primer segle abans de l'era cristiana. La poesia lírica japonesa, de gran influència a Europa al segle xx, es remunta al segle viii. Una de les seves formes més populars és el haiku, una composició de tres versos de cinc, set i cinc síl·labes en què una imatge visual es contrasta amb una altra sense comentaris. El haiku, utilitzat pel budisme zen per transmetre les seves ensenyances, influí en poetes avantguardistes del segle xx, com el del nord-americà Ezra Pound. S'anomena haiku a la primera estrofa d'una variant mètrica nomenada tanka. 

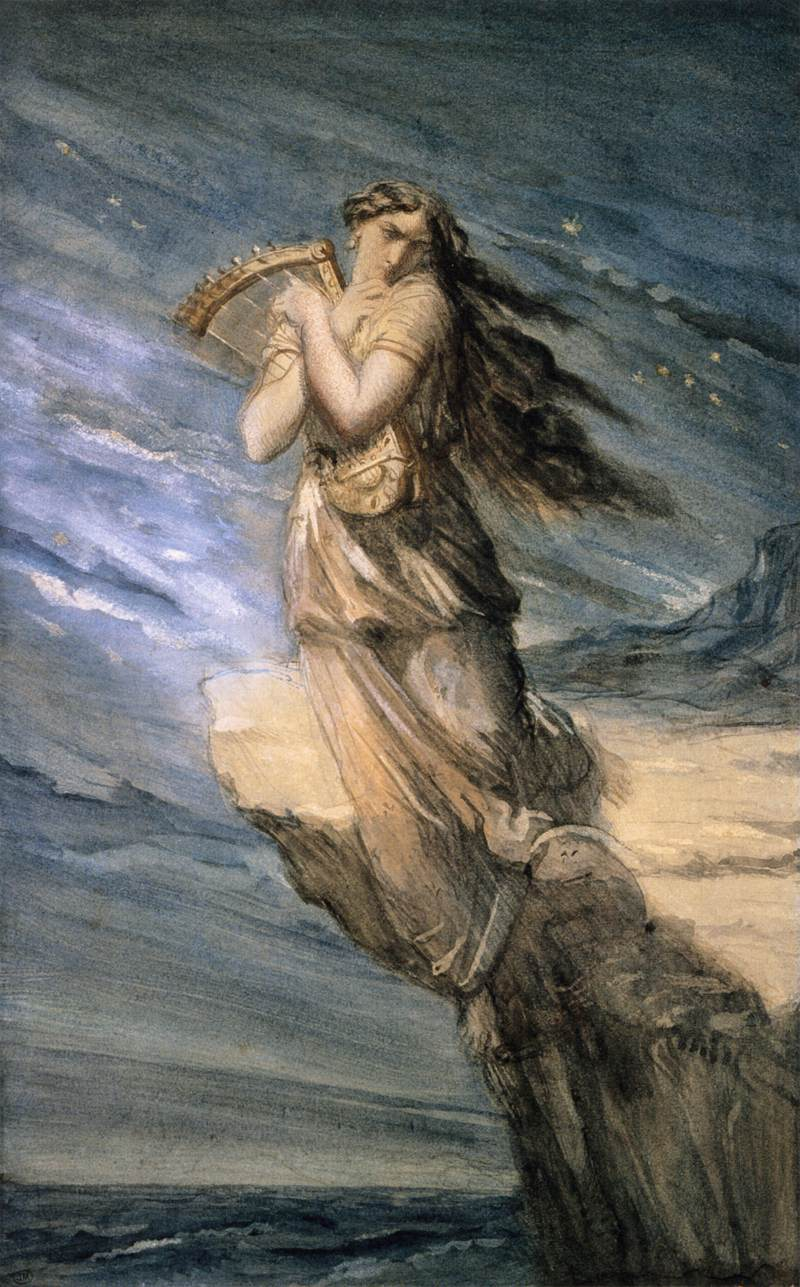
Sapho se précipitant du Rocher de Leucate, per Théodore Chassériau, c. 1840

A Europa els poemes cabdals i fundadors de la cultura literària són dos cants: La Ilíada i L'Odissea; composicions que s'atribuïxen a Homer i que daten de vuit segles abans de l'era cristiana. Els cants homèrics parlen d'episodis molt anteriors a Homer i la seva estructura permet deduir que circulaven de boca en boca i que eren cantats amb acompanyament d'instruments musicals. Homer esmenta a la seva obra la figura de l'Aede (cantaire), que narrava successos en vers al compàs de la lira. El ritme dels texts no només tenia la finalitat d'agradar els sentits, sinó que permetia recordar els cants amb més facilitat.
La poesia lírica va tenir expressions destacades a l'antiga Grècia. El primer poeta que va escollir els seus motius de la vida quotidiana, en el període posterior a la vida d'Homer, va ser Hesíode, amb la seva obra Els treballs i els dies. A uns 600 anys abans de Crist es remunta la poesia de Safo, poeta nascuda a l'illa de Lesbos, autora d'odes celebradores i cançons nupcials (epitalamis), de les que es conserven fragments. Anacreont, nascut un segle després, va escriure breus peces, en general dedicades a celebrar el vi i la joventut, de les que van sobreviure unes poques. Cal·lí d'Efes i Arquíloc de Paros varen crear el gènere elegíac, per cantar als difunts. Aquíloc va ser el primer a utilitzar el vers iàmbic (construït amb «peus» d'una síl·laba curta i una altra llarga). També va escriure sàtires. Al segle v aC va assolir el seu cim la lírica coral, amb Píndar. Es tractava de cançons destinades als vencedors dels jocs olímpics.
Roma va crear la seva poesia basant-se en els grecs. L'Eneida , de Virgili, es considera la primera obra mestra de la literatura llatina i va ser escrita pocs anys abans de l'era cristiana a la manera dels cants èpics grecs per narrar les peripècies d'Enees, sobrevivent de la guerra de Troia, fins que arriba a Itàlia. L'edat d'or de la poesia llatina és la de Lucreci i Catul, nascuts al segle i aC i d'Horaci (mestre de l'oda), Properci i Ovidi. Catul va dedicar tota la seva poesia a una estimada a la qual deia Lesbian. Els seus poemes d'amor, directes, simples i intensos, feren admirar els poetes de tots els temps.
A l'Edat Mitjana va dividir-se en una tradició popular, oral, recitada pels pobles i castells per professionals com els trobadors, i d'una altra banda, una poesia culta escrita molt lligada a la religió, tot i que ambdues tradicions empraven recursos retòrics similars. Aquesta segona branca és la que es va imposar com a canònica i durant el Renaixement, el Barroc i el Neoclassicisme va imitar els models grecollatins amb les particularitats de les llengües nacionals europees que imposaven una mètrica diferenciada.
El gènere que va acabar triomfant va ser el de poesia lírica, molt lligat a l'expressió dels sentiments durant el segle xix o bé a la denúncia social (part dels autors del segle XX), mentre que la poesia èpica quedava absorbida per la narrativa en prosa. Destaca l'ús del vers a la cançó, utilització que es manté vigent encara al segle XXI.

## Tècnica poètica

### Forma o elements mètrics

#### Prosa i versificació
Segons que apunta l'IEC la prosa és la forma ordinària del llenguatge, parlant o escrivint, no subjecta a la mesura i al ritme del vers. La prosa és el que diferencia tradicionalment un text ordinari de la poesia. Efectivament la poesia es caracteritza tradicionalment per una forma de llenguatge que obeeix a unes regles particulars en termes de mètrica, de ritmes o rítmica, escrites o no de forma fixa. S'aconseguix amb aquestes fer cantar el text donant una sonoritat als mots que de forma ordinària no tindrien. Aquest procés pel qual s'aconsegueix melodia i sonoritat, ritme i rítmica, s'anomena versificació i s'oposa a la prosa.
Nota: la prosòdia correspon a l'estudi de la mètrica, és a dir, de les regles mitjançant les quals s'obté el resultat melòdic propi de la poesia. El terme mètrica procedeix de metre que indica precisament mesura. La mètrica és la qui mesura doncs el recompte de versos, estrofes o síl·labes. Cada llengua o conjunt de llengües té les seves pròpies lleis mètriques.
Els poemes es componen de versos i estrofes. El vers és la successió de peus mètrics a la poesia quantitativa i de síl·labes ordenades segons un determinat nombre i un cert ritme a la poesia moderna, que s'escriu en una sola ratlla i que, combinada amb altres successions semblants, forma un poema. L'estrofa és el conjunt de versos d'una poesia. Vet ací un exemple il·lustratiu de vers i estrofa:
| «                           | Rodejat de gent i em sento sol. 1r vers Fa ja massa dies que no aixequem el vol. 2n vers Cansat de plorar i no trobar consol. 3r vers Cansat de no trobar-te en els llençols. I cada nit, et sento al pit, i en cada crit, tot sembla petit... ...Pau Gasol. final de la primera estrofa | » |
| — Lildami, Pau Gasol (2019) | |   |

Per a un estudi acurat d'un poema, caldrà...
1. Estudiar-ne la forma ajudant-se de la
  1. mètrica, rítmica i rima
  2. recursos lingüístics
2. Estudiar-ne el contingut i relacionar-lo amb la prosòdia
3. Estudiar la biografia de l'autor i el context que el convida a escriure

La poesia no deixa de ser una forma artística i per aquest motiu pretén ser una imatge d'una societat d'una època. Per molt que hi tinguem un jo poètic que ens mostra com l'entorn l'altera, el context d'aquest entorn i la trajectòria mateixa d'aquest jo, donen detalls importants sobre el text mateix. La poesia és un aparador de la ideologia del seu moment. Pot doncs mostrar-nos-la tot rebutjant-la o bé mostrar-nos-la endinsant-s'hi.
Poesia en prosa: malgrat que la poesia s'escriu en vers existeix poesia en prosa. És una pràctica més recent i moderna. A partir del segle xviii, aparegueren traduccions en llengua francesa, per exemple, de poemes estrangers (a més de "falses traduccions") que feien servir ja la prosa més que el vers. Alguns autors i crítics en poesia i literatura parlen de "poemes en prosa" per designar els romanços com Les Aventures de Télémaque de Fénelon o la Princesa de Cèves de Madame de La Fayette.

El naixement d'aquest gènere s'associa generalment a la publicació d'Aaloysius Bertrand de Gaspard de la nuit. Fou efectivament aquest poeta, segons que comenta Yves Vadé, qui creà conscient aquesta nova forma, tot i no servir-se del terme "poemes". Cahrles Baudelaire amb Les Petits Poèmes en Prose, continuà o reprengué la forma i "imposà el poema en prosa com a nova forma poètica reconeguda".

#### La imatge visual de la poesia

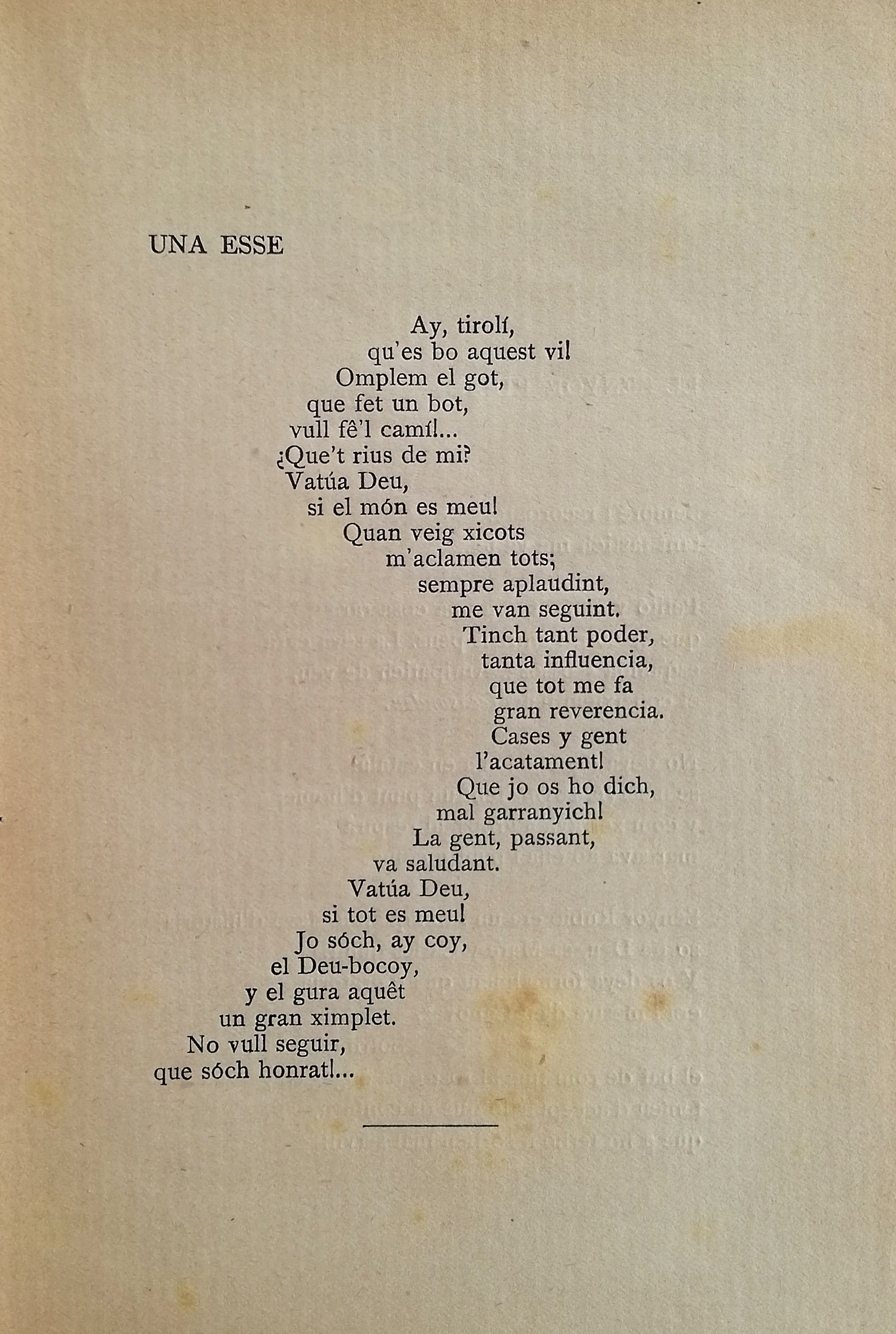
Cal·ligrama de Rafel Nogueras publicat l'any 1905, anterior als cal·ligrames d'Apollinaire. Apareix dins del seu llibre Les Tenebroses

La forma d'un poema és més flexible actualment en plena post-modernitat mercès a la modernitat artística. Els poetes moderns i contemporanis s'alliberaren de les regles d'antuvi i això ha donat una varietat molt extensa de formes de presentació. És un exemple d'això el cal·ligrama que es pot apreciar a la imatge del costat. Molts poetes introdueixen durant la segona meitat del segle xix allò que s'ha vingut anomenant de vers lliure. És a dir, en la línia de la poesia en prosa, el vers lliure es presenta sense metre, rimes o estrofes. S'hi presenten formes originals i de vegades amb imatges dibuixades que juguen amb l'ull de qui llegeix. Vers el segle xx desapareixen totes les convencions clàssiques de la mètrica vist que són percebudes com a arcaiques.

Nogensmenys, la forma clàssica d'una poesia difereix molt de les pràctiques actuals. L'aspecte visual del poema escrit ha de reflectir-se en la combinació d'un vers per línia i, per tant, no s'omple tota la pàgina com passa amb els texts en prosa. Un exemple d'això és la imatge de l'esquerra d'Alexander Blok. S'hi separen les estrofes o les agrupacions de versos per espais en blanc. La poesia visual, a més a més, juga amb el contorn de la plana i la forma del text, combinant recursos gràfics i textuals.

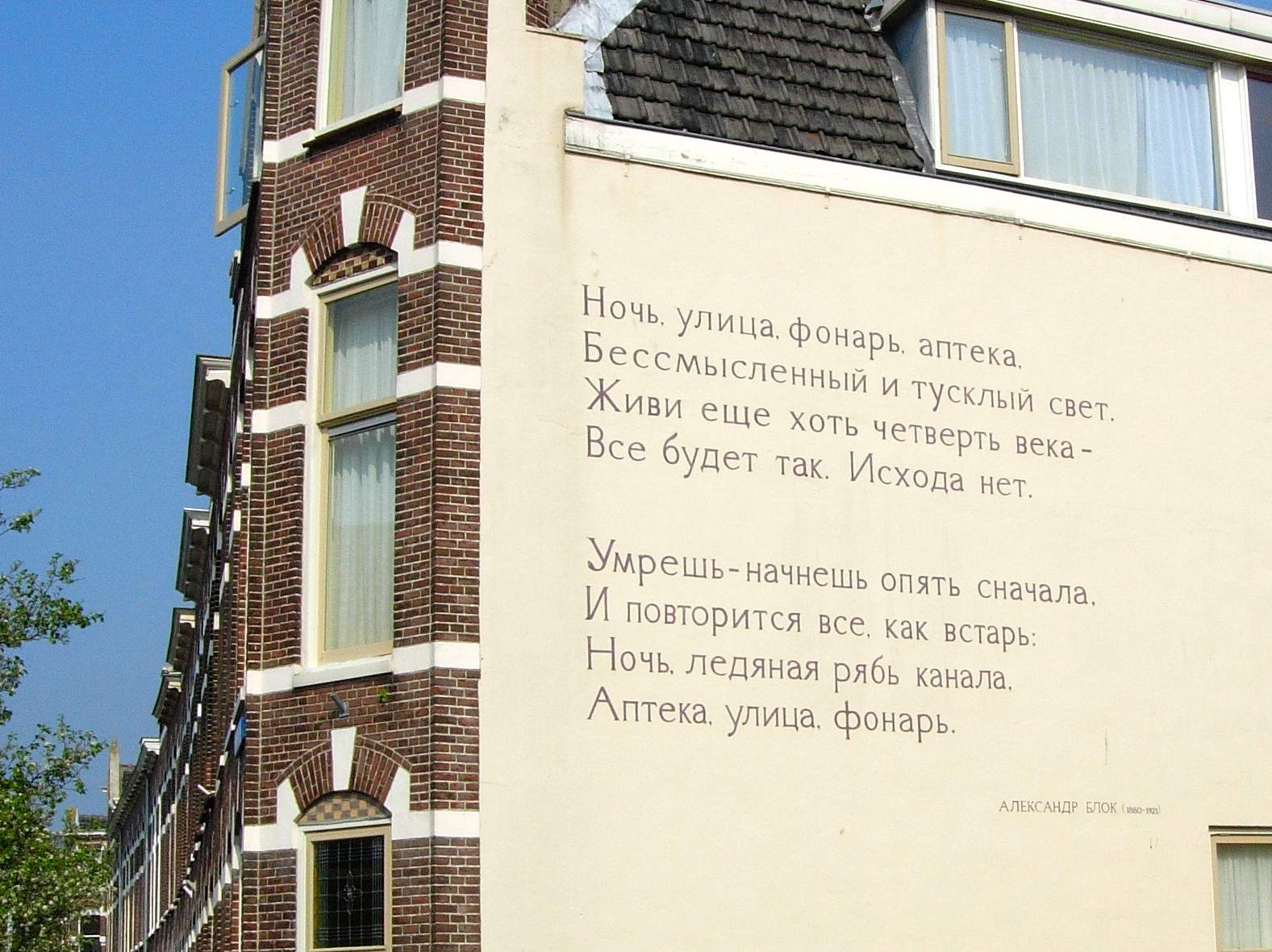
Obra d'Alexander Blok, amb un poema en rus, "Noch, ulitsa, fonar, apteka", a Leiden

Cal dir, però, que la poesia continua distingint-se de la prosa per la seva forma. A pesar que els poetes o les poetesses de la post-modernitat juguin amb el full i es dediquin a dibuixar línies de versos que formen imatges com ara una Torre Eifel, hi tenim igualment, a grans trets, una poesia visual en què els versos són separats per línies i les estrofes per blancs.[79]
De fet, tècnicament i a nivell del seu contingut, la poesia segueix presentant un jo poètic que fa passar sentiments i punts de vista de cara al seu entorn més immediat o llunyà. No hi tenim, contràriament a la prosa estricta, més pròpia de la narració, un conte o una novel·la. Estèticament, així i tot, cap novel·la o conte presenta les característiques de l'alineació pròpies a la poesia.

La forma en com es presenten les estrofes és un element més que diferencia la poesia de la resta de gèneres. Es poden combinar tres, quatre o més versos en estrofes alternadesvegeu-ne la forma a art "major" i "menor". La mètrica és qui s'ocupa d'analitzar la composició mateixa de les estrofes segons la combinació de versos. Una combinació que no és ingènua, sinó buscada pel mateix poeta qui mira de donar d'aquesta manera una estètica concreta al seu text. En plusvàlua l'autor pot voler-hi donar un significat paral·lel i que només es trobaria relacionant el contingut de l'obra amb la seva forma estètica.
| Art menor: - tetrasíl·labs (4 versos) - pentasíl·labs (5 versos) - hexasíl·labs (6 versos) | - heptasíl·labs (7 versos) - octosíl·labs (8 versos) | Art major: - enneasíl·labs (9 versos) - decasíl·labs (10 versos) - hendecasíl·labs (11 versos) | - alexandrins (12 versos) |

#### Rítmica i ritme
És necessari no confondre la rima amb el ritme. La rima és la repetició a final de línia d'un retorn sil·làbic que atorga sonoritat. El ritme, en canvi, és el que s'ocupa de donar melodia mitjançant la progressió del text. És la repetició regular de diversos elements que formen part d'un missatge poètic per tal d'aconseguir una certa musicalitat o sonoritat. Els procediments que permeten dotar de ritme un poema són diversos. Destaquen la repetició d'una paraula o d'una construcció sintàctica al llarg de diversos versos, la distribució de les síl·labes accentuades i la repetició de sons al final de cada vers.
La Bíblia musulmana és en aquest sentit un bon exemple. És obligatori llegir-la en àrab perquè fou concebuda inicialment amb la melodia i sonoritat de la llengua àrab. La col·locació de verbs, adjectius i noms, tal com són en àrab, són els qui hi donen melodia. La Bíblia és doncs cantada en slams (recitada). El mateix procediment succeïx amb la Bíblia hebraica. Cada llengua posseeix la seva pròpia sonoritat i la rítmica juga amb aquesta per presentar un text melòdic. Per això, a cada llengua, hi trobem mètriques diferents. El text bíblic presenta doncs unes continuïtats a cada vers, és a dir, una rima. La lectura de cada vers que presenta una estructura lingüística pròpia i mètrica, hi dona melodia, per tant, rítmica. 
Es veu doncs que la poesia té un paper molt important a nivell fonètic. Cal prestar especial atenció a cada so i als efectes que causen les combinacions particulars (ex.: al·literacions) que l'autor hi introdueix. El text és mètricament calculat i preparat, amb recursos lingüístics escollits a dit, així com una tornada en rima que, precisament, procuren augmentar la musicalitat del text. Per aquest motiu la poesia, tot sovint, demana ser recitada (els slams) en alta veu i no solament llegida en veu baixa. Això permet apreciar el treball sonor a diferència d'altres gèneres.
Tècnica: per aconseguir l'efecte melòdic o sonor, el poeta o poetessa fa servir tradicionalment el principi de retorn i de progressió en la redacció dels versos, tal com es pot apreciar a la Canço de dalt Pau Gasol. És a dir, es fa rimar els versos mitjançant un retorn sonor que l'escriptor col·loca al final de cada vers. Retorn que s'estructura de fora progressiva. Per exemple, dins de Pau Gasol, el cantant retorna (o repeteix) "sol" a cada final de vers. 
La llengua se sotmet a les normes de la mètrica: hi ha un ritme particular de dicció, que ve marcat per l'alternança de síl·labes llargues i breus, de tòniques i àtones o per la presència de rima, segons la llengua. Aquest ritme s'encabeix en esquemes determinats quant al nombre i tipus de sons permesos que formen els versos.

#### La mètrica en poesia
La mètrica és la disciplina que s'ocupa de l'estructura rítmica dels versos i de la seva tècnica de composició literària. La unitat bàsica per comptar els versos varia segons la cultura i la llengua. Pot ser el peu, la llargada de les vocals o la síl·laba, forma més freqüent a les llengües romàniques. Segons el tipus de vers, hi ha un ritme canònic, marcat pels accents i la llargària de les paraules. Els versos poden tenir rima entre ells, és a dir, coincidència de sons finals. També poden combinar-se per formar una estrofa, amb un esquema mètric fixat, com el sonet. Si no s'adeqüen a aquestes restriccions, es parla de versos lliures o blancs.
Un estudi mètric d'un poema requereix,
- Desglossar les síl·labes segons la mètrica de cada llengua
- Identificar-ne els accents sil·làbics i rítmics
- Classificar-ne els versos

El desglossament de les síl·labes varia igualment segons la llengua i pot considerar la cesura, els hiats o les elisions.
```
 × / × / × / × / × / × / × / × / 
Ro de ja de genti, em sentosol,
 × / × / × / × / × / × / × / × / 
Ja famas sa di es que noaixe quemel vol.

```

En català, com a la major part de les llengües romàniques, el recompte de rimes s'efectua mitjançant lletres (ABBA, ABAB, AAAA, etc). Segons el model final de càlcul obtingut, parlarem d'una rima,
- Encadenada (ABAB)
- Encreuada (ABBA)

El recompte de les síl·labes, en canvi, comporta una classificació que, després, ha de relacionar-se amb l'estètica mateix del text,
- isosil·làbiques, que són versos amb el mateix nombre de síl·labes
- anisosil·làbiques, que són versos amb diferent nombre de síl·labes

L'accent és molt més important que la síl·laba perquè segons la intensitat pot donar al text una sonoritat o una altra. El català tendeix a originar seqüències de ritme binari o ternari, o bé mixtes. Podem reconèixer quatre nivells accentuals, dintre dels quals l'oposició entre el primer i els altres serà l'única realment rellevant des del punt de vista mètric. Així, tot analitzant la rima, caldrà saber si les síl·làbes són assonants o consontants i se són àtones, planes o esdrúixoles.
El vers esdevé,
- consontant quan la tornada sil·làbica final presenta vocal+consontant
- assonant quan la tornada sil·làbica final presenta vocal+vocal

Els versos són,
- masculins quan la tornada presenta un últim mot en accentuació aguda
- femenins quan la tornada presenta un últim mot en accentuació plana o esdrúixola

### Treball lingüístic o recursos lingüístics

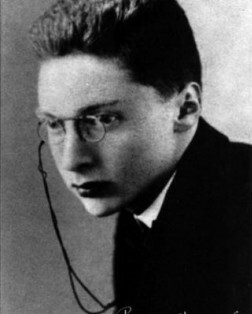
Roman Jakobson (1917)

El llenguatge poètic pot anar més enllà de la funcionalitat i la quotidianitat, incloent-les i podent també ser més ampli. En llengua és l'ús màxim de la funció poètica del llenguatge de Roman Jakobson: la llengua de la poesia s'allunya de l'habitual per causar un efecte d'estranyament al lector-oïdor (terme del formalisme rus) i aconseguir així un efecte estètic. Per això usa metàfores, condensa l'expressió, altera el sentit habitual de mots i expressions gramaticals i empra jocs de llengua i imatges suggeridores, amb un gran domini de la connotació de cada paraula. Es pot utilitzar el jo líric: mitjançant la primera persona gramatical del jo es presenta un subjecte fictici que no ha de representar obligatòriament a l'autor.

#### Recerca d'un lèxic
El poeta explota tots els recursos de la llengua posant valor sobre els mots rars i el seu nombre limitat: es parla de vegades de "poesia-telegrama" on cada mot "costa" un preu com als sonets i els seus 14 versos o al haiku i la seva extrema brevetat en 3 versos.

L'enriquiment del text poètic passa per la recerca (o, ans al contrari, per evitar) de sentits estranys i de neologismes, de connotacions o d'una xarxa de lèxic teixit expressament per donar-hi un sentit o un altre segons la intencionalitat mateixa que haja volgut l'autor. 
Definició: el lèxic és el conjunt de mots d'un mateix camp que trobaríem dins d'un text. Seria lèxic de la televisió: comandament a distància, pantalla, canals, color, blanc i negre, difusió, emissió, programa, etc.
Un text en què s'hi presencia un lèxic abundant de la mort pot provocar precisament sentiments foscs dins el lector. Sentiments que són rebuscats a consciència perquè l'autor pot voler mitjançant aquest lèxic posar el lector en l'ambient mateix de la lectura i traslladar els seus propis sentiments al lector.

#### Posició verbal, adjectival o substantival

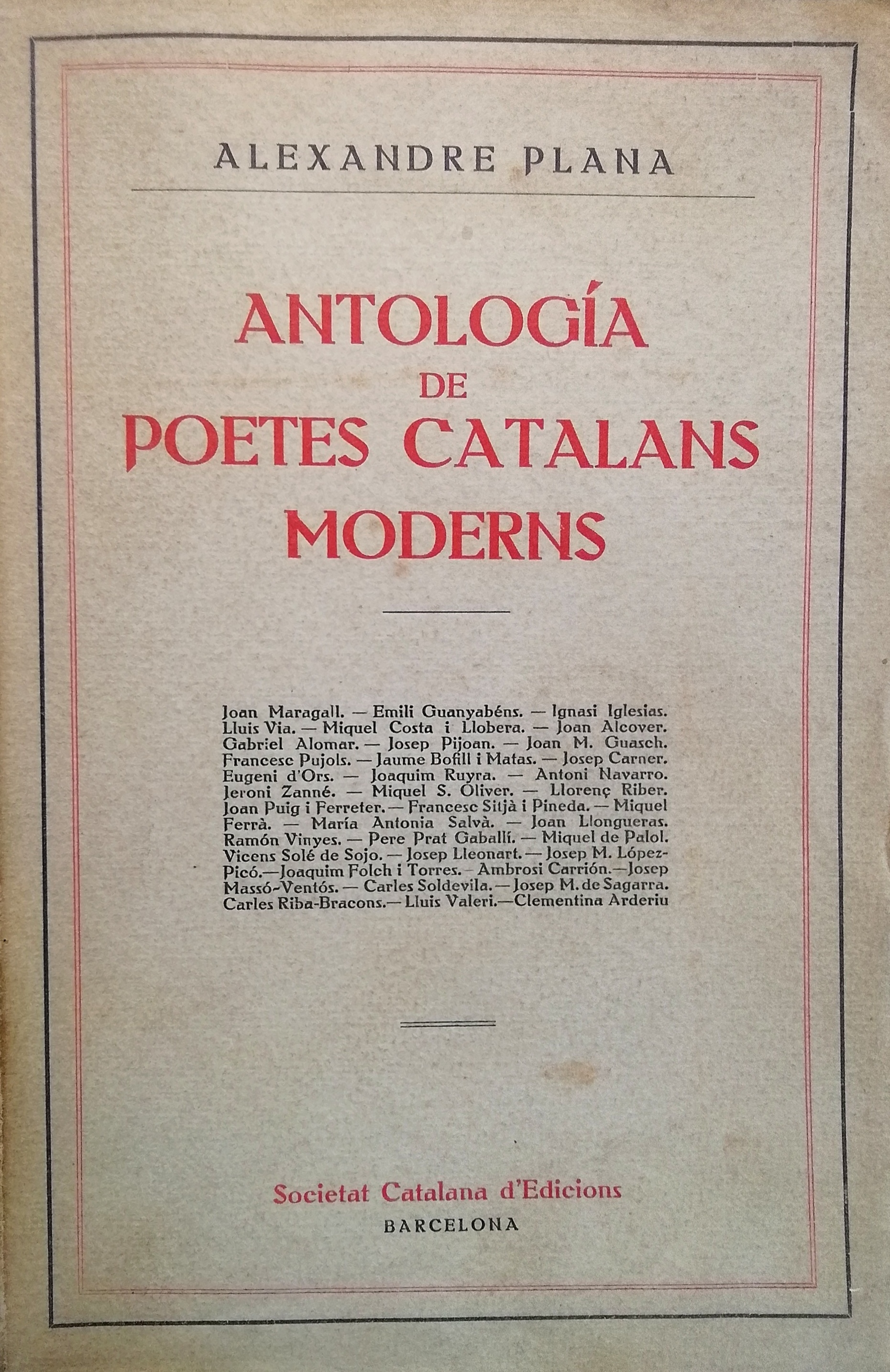
Antologia d'antics poetes catalans on s'hi troben poesies de Josep Maria de Sagarra, Miquel de Palol, Maria Antònia Salvà, Jaume Bofill, etcètera. Publicat a Barcelona l'any 1914

La posició dels mots dins del text mateix compta i molt dins l'efecte poètic desitjat. Un poema en què s'hi veu emprats amb força recurrència els verbs dona un resultat molt dinàmic al conjunt. Aquesta tècnica és procurada pel mateix autor en tant que d'aquesta manera pot voler transmetre un sentit concret a la seva obra i que podem relacionar directament amb el contingut (ex.: s'hi parla de vent, potser vol donar sensació de velocitat; s'hi parlar de la Revolució Industrial, pot voler donar dinamisme com el mateix dinamisme de la indústria; etc.).
L'ús doncs de les paraules és un objecte mateix d'anàlisi dins de la mètrica i l'estudi de la poesia. Un adjectiu concret o un substantiu de més poden donar camins diferents al text final. L'ús d'aquestes tècniques és el que dona a la poesia el seu caràcter literari. És literari no voler descriure, sinó procedir a donar unes imatges, uns sons, unes tonalitats o unes melodies a l'escrit que no trobaríem en un text ordinari. L'ús conscient i a propòsit de paraules en vista de transmetre uns sentiments, unes visions o unes ítems concrets, és el que dona sentit a la literatura.
Cada llengua fa ús dels seus propis mecanismes o estratègies. En poètica això és important subratllar-ho perquè el joc de paraules, la rima i la rítmica, la mètrica i els recursos retòrics són els qui donen sentit al text mateix. En tenir les seves pròpies sonoritats, cada llengua dona prioritat a uns recursos que no trobaríem en d'altres. Això dona un caire força única a cada producció poètica.

#### Figures retòriques
Les figures estilístiques, retòriques o també anomenades recursos literaris és la tècnica més característica de la poesia. Les figures de llenguatge són estratègies que l'orador o escriptor pot aplicar al text per tal d'aconseguir-ne un determinat efecte en la interpretació de l'oïdor o lector. Poden relacionar-se amb aspectes semàntics, fonològics o sintàctics dels mots afectats.
N'existeixen essencialment de dos tipus:
- Figures de paraula o pensament
- Figures de construcció

La llista de les figures de llenguatge són molt variades i extenses (vegeu recurs literari).

## Contingut poètic

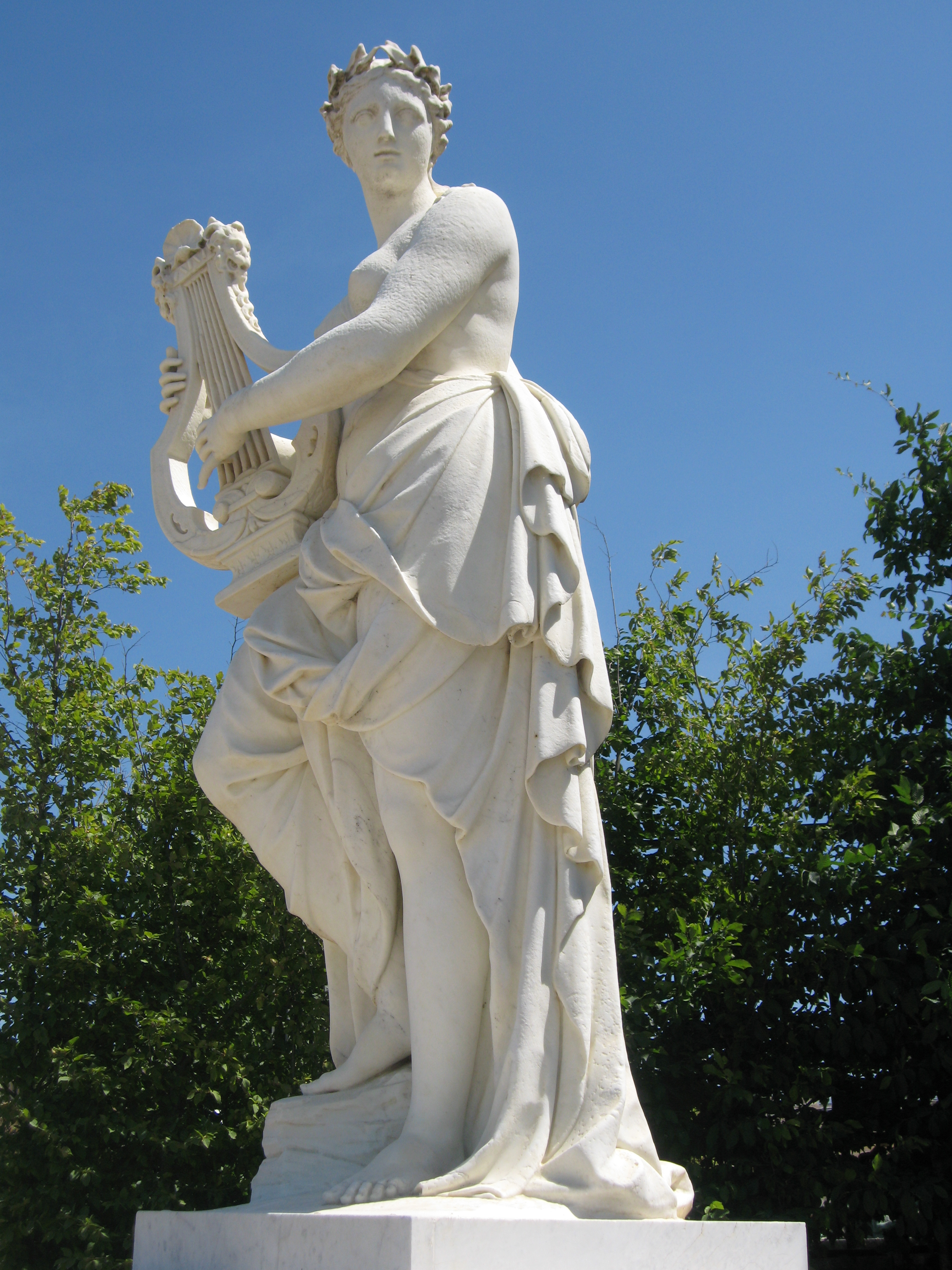
Al·legoria de la poesia lírica, Parc de Versalles

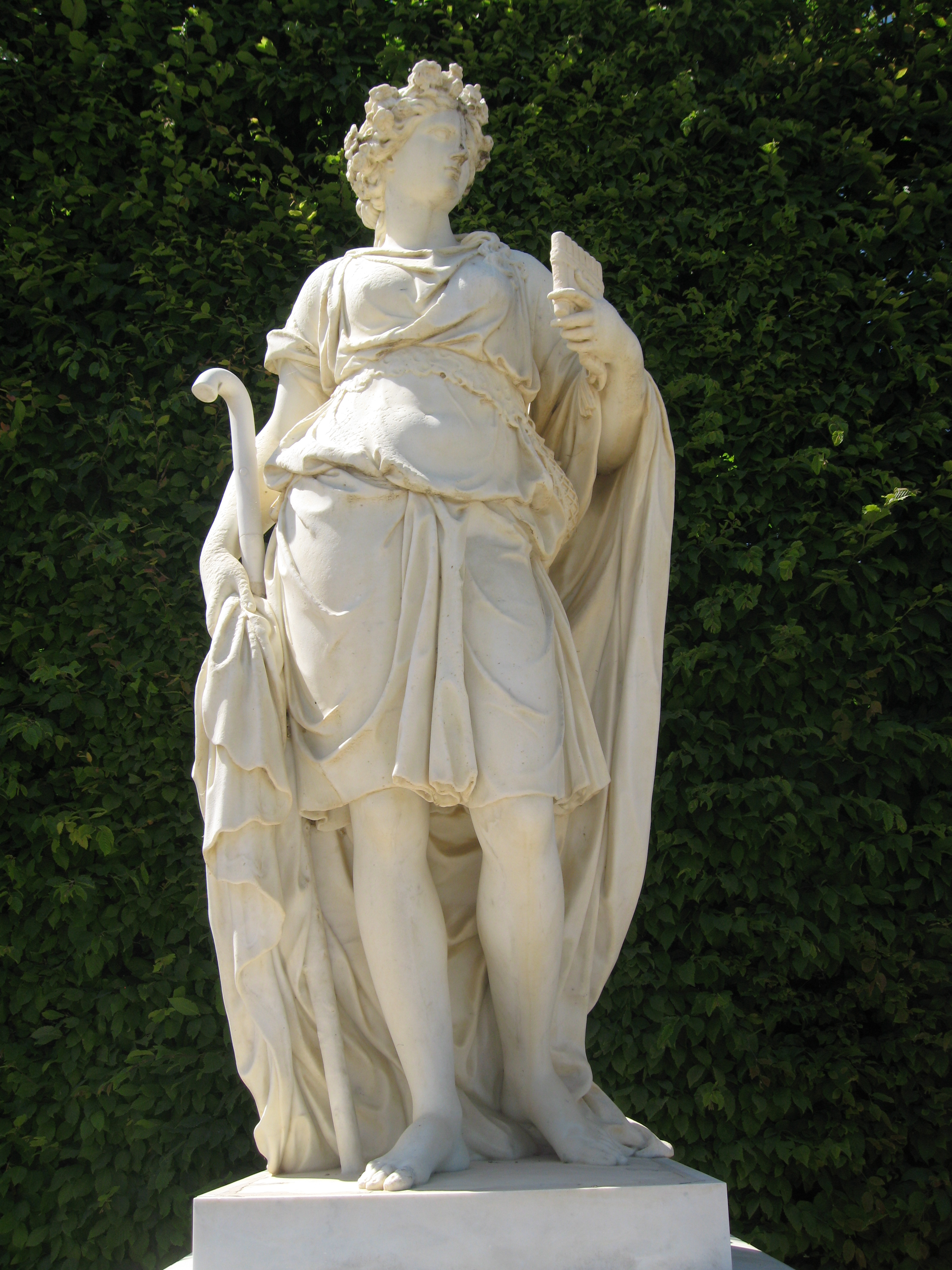
Al·legoria de la poesia ègloga (pastoral), Parc de Versalles

La definició dels gèneres poètics sempre ha estat molt discutida pels criteris formals i/o pels criteris del seu contingut. A més, la poesia moderna ha fet esclatar els gèneres tradicionals posant així més elements sobre la taula de discussió. Tot això en torna molt difícil la definició d'una categoria clara.
A grans trets, però, i sense entrar massa en la terminologia formalista, s'observen unes dominants clau. Roman Jakobson les defineix com a "element focal d'una obra d'art" i que governa, determina i transforma la resta d'elements poètics. L'oposició més simple es presenta entre una orientació formal (dita estètica) i una orientació de contingut (dita semàntica o ontològica). És aquesta orientació semàntica qui pot ser subdividida en tres dominants si es reprèn el model de Karl Bühler.

### Poesia lírica
La poesia lírica és un gènere literari en el qual l'autor vol expressar tots els seus sentiments i emocions respecte a un ens o objecte d'inspiració. El gènere líric es caracteritza per tenir la presència d'un:
- Parlant líric, el qual és el que expressa tots els sentiments en el poema respecte a un objecte líric
- L'objecte líric és l'ens, objecte o situació que provoca els sentiments en el poeta, els que són expressats pel parlant líric.
- El motiu líric és el tema del qual tracta l'obra lírica, això vol dir que és el sentiment predominant que expressa l'objecte líric el parlant líric.
- L'actitud lírica és la forma en la qual el parlant líric expressa les seves emocions. aquesta es classifica en 3 tipus:
  - Actitud enunciativa: Es caracteritza pel fet que el llenguatge emprat pel parlant líric representa una narració de fets que li ocorren a un objecte líric. El parlant intenta narrar els sentiments que té d'aquesta situació tractant de mantenir l'objectivitat.
  - Actitud apòstrof o apel·lativa: És una actitud lírica en la qual el parlant es dirigeix a una altra persona, li intenta interpel·lar o dialogar amb aquesta altra persona. En aquesta actitud el parlant li dialoga a un altre dels seus sentiments.
  - Actitud carmínica o de la cançó: En aquesta el parlant obre el seu món intern, expressa tots els seus sentiments, reflexiona sobre les seves sensibilitats personals.

L'ègloga és un subgènere de la poesia lírica que es dialoga a vegades com una petita peça teatral en un acte. De tema amorós, un o diversos pastors el desenvolupen comptar en un ambient camperol on la natura és paradisíaca i té un gran protagonisme la música. Com subgènere líric es desenvolupa a vegades mitjançant un monòleg pastoral o, més freqüentment, amb un diàleg, amb la qual cosa adquireix característiques menys pures i es transforma en quelcom teatral o dramàtic; de fet, algunes èglogues van ser representades en època romana i en el Renaixement. El gènere posseeix motius rurals i els tòpics de la poesia bucòlica. Va ser creat i perfeccionat en l'hel·lenisme a partir del segle iv aC.
L'elegia és un subgènere de la poesia lírica que designa en general qualsevol poema de lament, encara que en el seu origen no era necessàriament així, com ho demostren les elegies dels poetes grecs arcaics. L'actitud elegíaca consisteix a lamentar qualsevol cosa que es perd: la il·lusió, la vida, el temps, un ésser estimat i un llarg etcètera. L'elegia fúnebre (també anomenada plany, a l'edat mitjana) adopta la forma d'un poema de dol per la mort d'un personatge públic o un ésser estimat, i no ha de confondre amb l'epitafi, que són inscripcions enginyoses i lapidàries que s'inscrivien en els monuments funeraris, més emparentats amb l'epigrama, un altre gènere líric.
L'epigrama és una composició poètica breu que expressa un sol pensament principal festiu o satíric de manera enginyosa Es poden rastrejar les arrels del gènere fins molt enrere, a la lírica arcaica (no per res Meleagre inclou en la seva Corona a Arquíloc de Paros o a Semònides d'Amorgós), encara que és més propi parlar de l'epigrama com un gènere netament hel·lenístic, car caracteritza, tant pel seu contingut, com per la seva extensió i forma a aquesta època. Els epigrames hel·lenístics constitueixen un veritable gresol d'aquelles societats, veiem desfilar navegants, fusters, teixidores amb la seva vida simple i àrdua, també a l'amor heterosexual, lèsbic o gai, les festes, la religiositat, el seguici, la sexualitat, la innocència, les arts plàstiques, la crítica literària, fins a les mascotes; tot això, no ens enganyem, passat pel filtre de l'erudició i la cultura (doncs portadors de tals eren els poetes). En resum, tenim testimonis diversos, bells i molt viscuts de les principals preocupacions de l'home hel·lenístic.
L'oda és la composició lírica a vers, de mitjana extensió (clàssicament 15 sonets) i de tema noble i elevat, en la qual s'expressa l'admiració exaltada per alguna cosa o algú; segons el tema que es canti, pot ser sagrada, heroica, filosòfica, amatòria. En general s'aplica a tot poema destinat a ser cantat. Antigament es cantava amb l'acompanyament d'un instrument musical. A l'antiga Grècia on té els seus principis, existien dos tipus d'odes: les corals i les cantades per una sola veu (monodia).

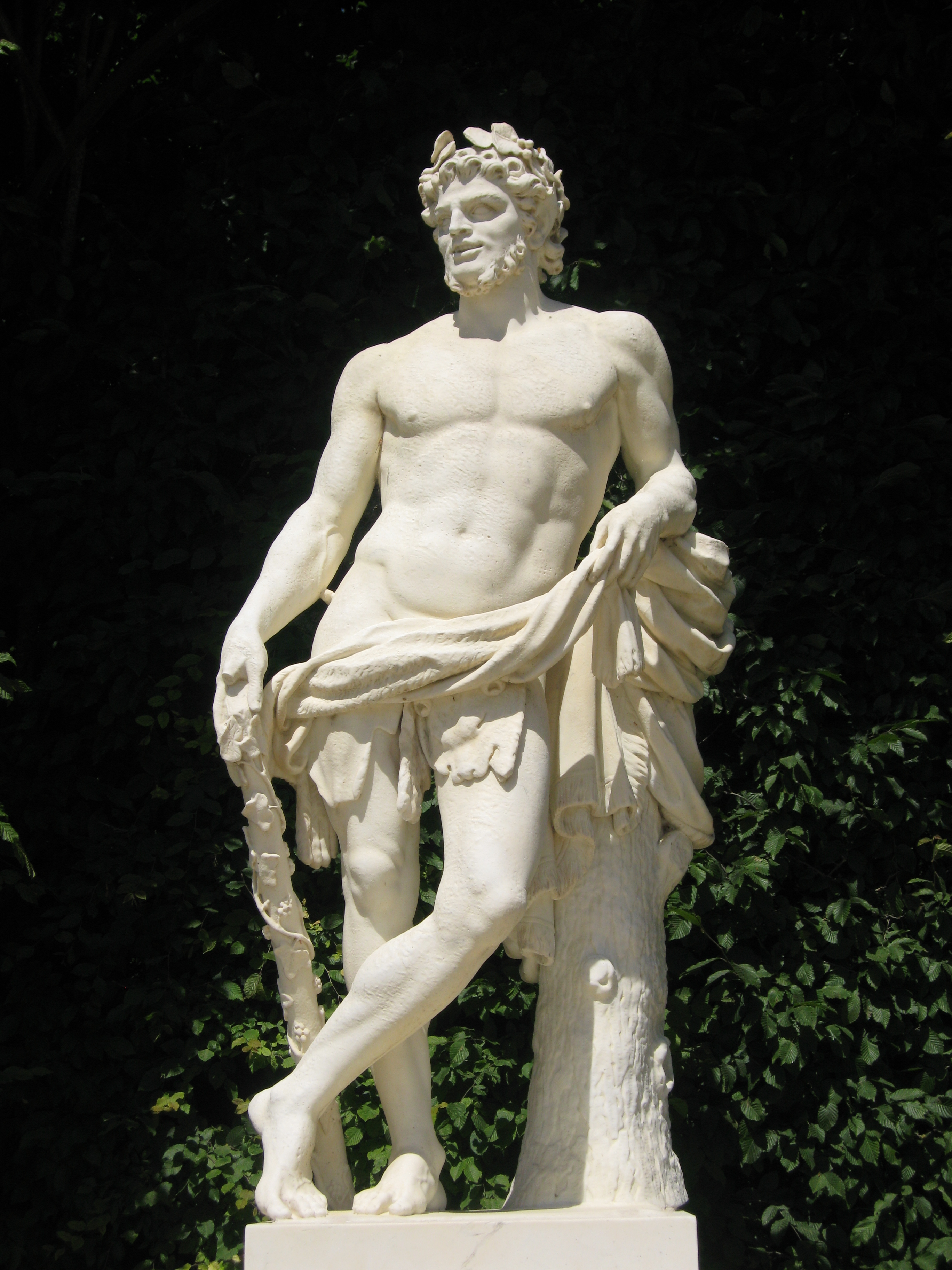
Al·legoria de la poesia sàtira, Parc de Versalles

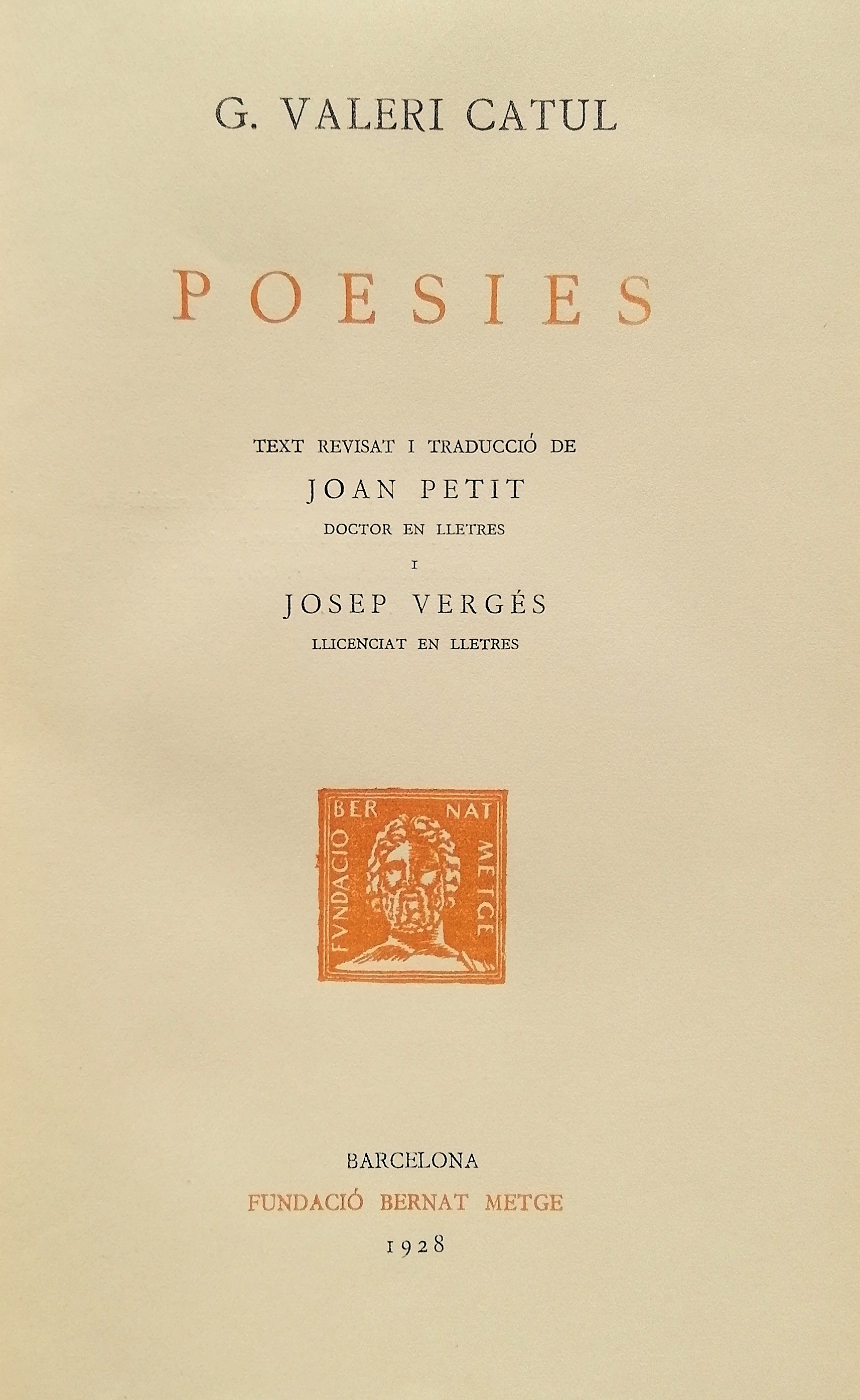
Poesies del poeta romà Valeri Catul, traducció catalana publicada a Barcelona per la Fundació Bernat Metge dins la Col·lecció Fundació Bernat Metge l'any 1928

La sàtira és un subgènere líric que expressa indignació cap a algú o alguna cosa, amb propòsit moralitzador, lúdic o merament burlesc. Sorgeix a Grècia amb Semònides d'Amorgós i Arquíloc de Paros principalment, encara que també el comediògraf Aristòfanes la va incloure a les seves obres, i es van acostar a ella el poeta Bió d'Esmirna i filòsofs d'escola cínica com Mènip de Gàdara a través del gènere literari de la diatriba o discurs violent i injuriós per criticar persones o esdeveniments des del punt de vista moral.
La balada és una forma fixa del cant cortesà del final de l'edat mitjana a Europa, que apareix en el segle xiv. La poesia és dissociada de la música, però la musicalitat és creada a l'escriptura mateixa del poema. En efecte, la balada té la particularitat de repetir un mateix vers, tornada, al final de cada tres estrofes. Està constituïda per octosíl·labs i les rimes estan creuades. Com a regla, la balada medieval comença sempre amb la paraula Príncep.

### Poesia èpica
La poesia èpica és un gènere literari en el qual l'autor presenta de forma objectiva fets llegendaris o ficticis desenvolupats en un temps i espai determinats. Forma part de la Poesia narrativa. L'autor utilitza com a forma d'expressió habitual la narració poètica, encara que poden donar-se també la descripció i el diàleg. En alguns casos, l'èpica no és escrita, sinó més aviat explicada oralment pels rapsodes.
Poema èpic o epopeia són termes que defineixen en literatura el gènere poètic que narra les gestes dels herois amb una barreja tant d'elements reals com fabulosos i llegendaris. Igualment forma part de la Poesia narrativa. En els seus orígens la seva transmissió era oral i, per tant, hi podia haver diverses versions d'una mateixa història.
El romanç és un poema característic de la tradició oral, i es popularitza en el segle xv, en què es recullen per primera vegada per escrit en romancer. Els romanços són generalment poemes narratius (vegeu la Poesia narrativa), amb una gran varietat temàtica, segons el gust popular del moment i de cada lloc. Els romanços s'interpreten declamant, cantant o intercalant cant i declamació.

### Poesia didàctica
La poesia didàctica s'origina en un moment en què la transmissió de textos es feia únicament de manera oral. En aquest context s'entén que un text poètic escrit en un ritme regular sigui preferible a la prosa, atès que és més fàcil de memoritzar. És per això que la majoria dels precursors de la filosofia i la ciència antiga hi van escriure les seves obres en vers, com Hesíode Els treballs i els dies o Els Presocràtics.
Entre els romans destaquen obres com De rerum natura on Lucreci exposa la concepció epicúria del món, Les Geòrgiques de Virgili o Halièutica, tractat sobre la pesca que Ovidi va escriure des del seu exili a la mar Negra, on tenia molt temps per observar com pescaven els nadius.

## Filosofia de la poesia i l'allò poètic

### Antiga Grècia

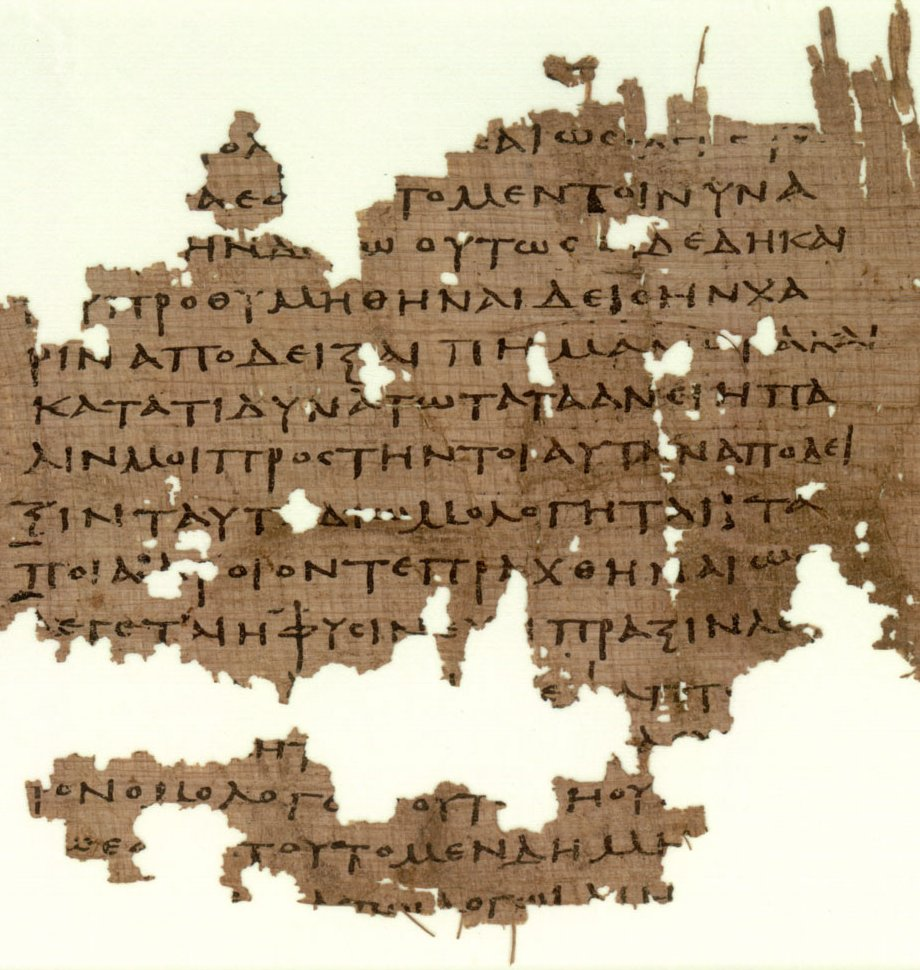
Fragment de La República de Plató; papir trobat a Oxirrinc (Egipte).

A la seva obra La República, Plató estableix tres tipus de «poesia» o subgèneres: la poesia imitativa, la poesia no imitativa i l'èpica. Ja que la reflexió literària de Plató es troba a l'interior d'una altra molt més àmplia de dimensions metafísiques, el criteri que usa el filòsof grec per establir aquesta triple distinció no és literari, sinó filosòfic. Plató, en primer lloc, descriu la creació dramàtica, el teatre, com «poesia imitativa» mentre que l'autor no parla en nom propi, sinó que fa parlar als altres; descriu, d'altra banda, com «poesia no imitativa» a aquella obra on l'autor sí que parla en nom propi, al·ludint en concret al ditirambe, una composició religiosa en honor de Dionís; finalment, estableix un tercer tipus de poesia en el que la veu de l'autor es mesclaria amb la dels altres, els personatges, i aquí és on situa l'èpica.
D'aquesta primera classificació platònica, es desprèn l'origen de la vinculació del gènere poètic amb la característica enunciativa de la presència de la veu de l'autor. Fora d'això, l'ús del vers no és en aquests moments rellevant, atès que la literatura antiga constava sempre en vers –inclòs el teatre–.
Plató va tractar la literatura en el context de determinats problemes filosòfics. Va ser Aristòtil qui, per primera vegada, va afrontar l'elaboració d'una teoria literària independent. L'obra clau és la seva Poètica (c. 334 aC.), és a dir, la seva obra «sobre la poesia».
Aristòtil va introduir, en primer lloc, un element nou en la descripció de la poesia, en tenir en compte que, al costat del llenguatge –el «mitjà d'imitació» característic de la poesia–, a determinades formes d'aquesta es poden utilitzar, a més a més, d'altres mitjans com l'harmonia i el ritme. Així, als gèneres dramàtics, la poesia mèlica i els ditirambes.
I, en segon lloc, quan va reflexionar sobre la forma d'imitació, distingeix entre narració pura o en nom propi (ditirambe) i narració alternada (èpica), arribant a una divisió similar a la que havia establert Plató.

#### Muses a la poesia de l'antiga Grècia

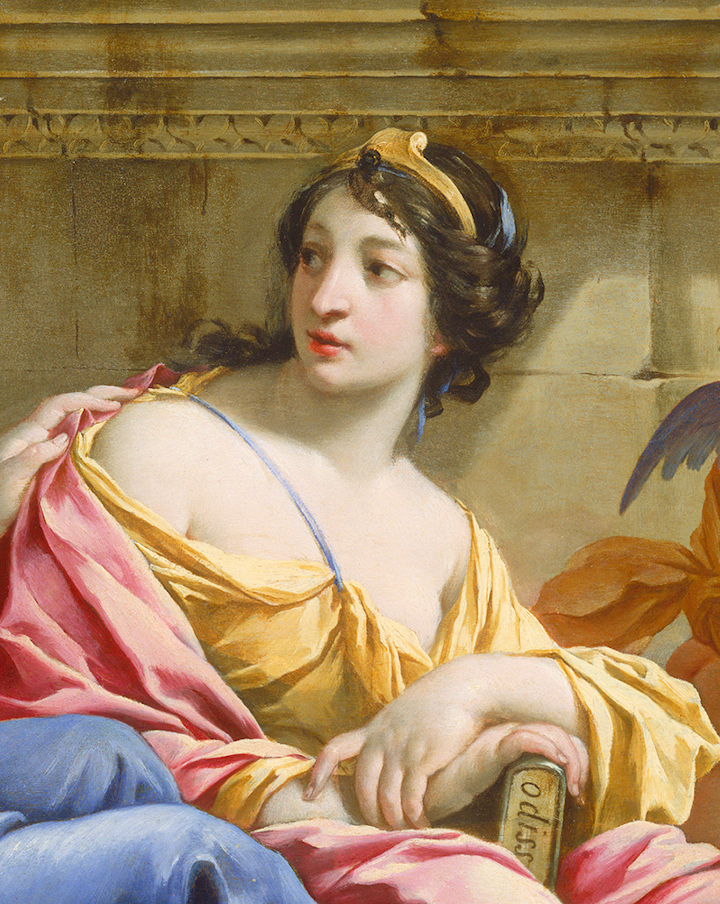
Cal·líope, per Simon Vouet (1634)

La paraula grega mousa és un substantiu comú a més a més d'un tipus de deessa: significa literalment 'cançó' o 'poema'. La paraula deriva probablement de l'arrel indoeuropea men -, que és també l'origen del grec Mnemòsine, del llatí Minerva. O, alternativament, de * mont -, 'muntanya', a causa de la seva residència a la muntanya Helicó, que és menys probable en significat, però més probable lingüísticament.
A la mitologia grega, Cal·líope és la musa de la poesia èpica i l'eloqüència. Es representa amb les característiques d'una noia d'aire majestuós, portant una corona daurada, emblema que segons Hesíode indica la seva supremacia sobre les altres muses. S'adorna amb garlandes, portant una trompeta en una mà i un poema èpic a l'altra.
Les muses eren per tant les personificacions i les patrocinadores de les representacions de discursos en vers o mousike –d'on prové «música»–, 'art de les Muses'. En el període arcaic, abans que els llibres estiguessin àmpliament disponibles, això incloïa quasi totes les formes d'ensenyament: el primer llibre grec d'astronomia, per  Tales, estava escrit en hexàmetres dactílics, igual que moltes altres obres de la filosofia presocràtica. Tant Plató amb els pitagòrics incloïen explícitament la filosofia com un subgènere de mousike. Heròdot, el principal mitjà d'expressió del qual era la recitació pública, va nomenar cada un dels nou llibres de les seves Històries amb el nom d'una Musa diferent.
L'adoració a les muses acostumava a estar també relacionat amb el culte heroic de poetes: tant la tomba d'Arquíloc de Paros com les d'Hesíode i Tàmiris a Beòcia albergaven festivals en què les declamacions poètiques eren acompanyades de sacrificis a les Muses.

## Futur de la poesia

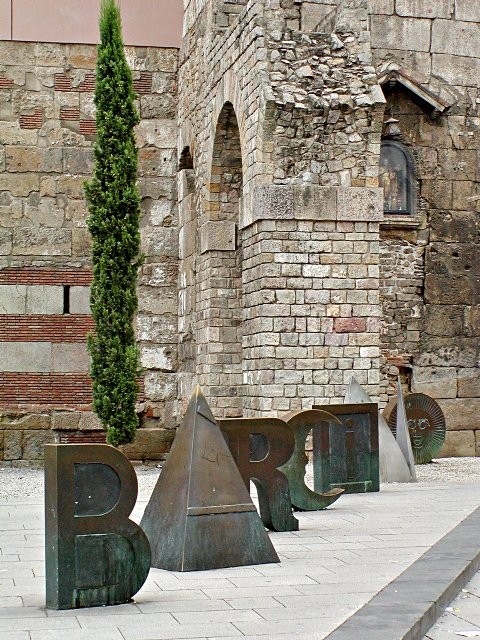
Joan Brossa: Poema corpori Bàrcino (1994) a la Plaça Nova (Barcelona)

Certa tecnologia, com l'ordinador, pot modificar formalment la poesia, però no la seva importància, perquè, com qualsevol altre art, sobresurt per la seva capacitat d'adaptació als nous recursos i a les noves necessitats. La poesia, d'altra banda, no és exclusivament un fenomen llibresc. Accions poètiques o performances, recitals públics, combinació de poesia i imatge en moltes experiències de vídeo, parlen clarament de la seva vitalitat i potser d'un impuls lligat també als seus orígens: el de convertir la paraula en un ritual compartit.
El Dia Mundial de la Poesia va ser proclamat per la Conferència General de la UNESCO, i es va celebrar per primera vegada el 21 de març de 2000. La seva finalitat és fomentar el suport als poetes joves, tornar a l'encant de l'oratòria i restablir el diàleg entre la poesia i la resta de les arts, com el teatre, la dansa o la música.